# Đường nghịch chuyển
Đường nghịch chuyển (đôi khi được gọi là đường nghịch đảo) là hỗn hợp của glucoza và fructoza, thu được bằng cách phân tách sucroza.  So với sucroza, đường nghịch chuyển ngọt hơn và các sản phẩm của nó giữ ẩm nhiều hơn, cũng như ít bị kết tinh hơn.  Do đó đường nghịch chuyển thường được dùng trong quá trình làm bánh.
Về mặt kỹ thuật, sucroza là đường đôi disacarit, nghĩa là gồm hai phân tử đường đơn (monosacarit), cụ thể là fructoza và glucoza. Sự phân tách sucroza được tiến hành bởi  phản ứng thủy phân. Việc thủy phân có thể tiến hành đơn giản bằng cách gia nhiệt dung dịch sucroza, nhưng thông thường sử dụng chất xúc tác để thúc đẩy quá trình chuyển đổi. Các chất xúc tác sinh học được sử dụng gọi là sucraza (nguồn gốc động vật) và invertaza (nguồn gốc thực vật). Sucrasza và invertasza là các dạng enzyme glycosit hydrolaza. Các chất axit nhưnước chanh cũng thúc đẩy quá trình chuyển đổi sucroza.

Đường nghịch chuyển

## Phản ứng nghịch chuyển
Khái niệm 'nghịch chuyển' xuất phát từ việc đo nồng độ dung dịch đường bằng phân cực kế. 
C12H22O11 (sucroza, độ quay cực riêng = +60.5°)  +  H2O (nước, không quay cực)  →   C6H12O6 (glucoza, độ quay cực riêng = +52.7°)  +  C6H12O6 (fructoza, độ quay cực riêng = –92°)
tổng hợp: +60.5° chuyển thành –39°
Phản ứng thủy phân là phản ứng hóa học trong đó một phân tử bị phân hủy bằng nước. Năng suất thủy phân sucroza thành glucoza và fructoza đạt khoảng 85%, nhiệt độ phản ứng có thể duy trì ở 50-60 °C (122-140 °F).

## Đường nghịch chuyển
Dung dịch đường có thể dễ dàng nghịch chuyển khi thêm 1 g axit citric hoặc axit ascorbic, tính trên 1 kg đường. Có thể dùng nước chanh tươi (10 ml/kg).

## Thời gian bảo quản
Đường nghịch chuyển có hoạt độ nước thấp hơn hoạt độ nước của sucroza, vì vậy nó có tác dụng bảo quản tốt hơn, nghĩa là các sản phẩm sử dụng đường nghịch chuyển có hạn sử dụng dài hơn.
Thời gian bảo quản khi sử dụng đường nghịch chuyển là khoảng 6 tháng, tùy theo điều kiện bảo quản. Dung dịch đường nghịch chuyển đã được kết tinh có thể trở về trạng thái lỏng bằng cách đun nhẹ.

## Các ví dụ
- Kẹo toffee
- Mật ong